# Josef Thorak
Josef Thorak (né le 7 février 1889 à Vienne en Autriche-Hongrie, mort le 26 février 1952 à Hartmannsberg (de) en Allemagne) est un sculpteur austro-allemand. Il fut après Arno Breker le second « sculpteur officiel » du Troisième Reich, figurant notamment sur la Sonderliste de la Gottbegnadeten-Liste.
Dans son atelier mis à sa disposition par le gouvernement dans les environs de Munich, Thorak travailla sur ses statues, certaines atteignant les 20 mètres de haut. En 1922, il créa Der sterbende Krieger (Le guerrier agonisant), une statue en mémoire des morts de la Première Guerre mondiale de Stolpmuende. Son travail compta aussi de nombreuses statues du stade olympique de Berlin. Il eut pour élève Margarete Depner.
À cause de sa préférence pour les sculptures néoclassiques de nus musculeux, il fut surnommé « Professeur Thorax ». Des influences expressionnistes peuvent être remarquées dans son style néoclassique.
Il a réalisé plusieurs œuvres pour le Troisième Reich, « très rares sur le marché » de l'art. Il est notamment l'artiste de deux sculptures de chevaux pour la chancellerie d'Adolf Hitler (Berlin, retrouvées en 2015) et deux autres sculptures (La Famille et Les Camarades) pour l'exposition universelle de 1937 (fondues en 1949). Deux autres de ses statues sont présentes dans les jardins du château Mirabell à Salzbourg.
Ses œuvres, créées pour des clients nationaux-socialistes, comprennent plusieurs représentations d'Adolf Hitler (dont un buste retrouvé en 2015 à Gdańsk), une sculpture « Déesse de la victoire » pour le terrain de rassemblement du parti nazi à Nuremberg et la figure « Mère et enfant » pour la maison Lebensborn à Steinhöring (Bavière).
La Turquie lui a également attribué un certain nombre de contrats d'État. En 1934, il a créé le Monument de la libération nationale turque à Eskişehir et au parc public de Güven (en) à Ankara, le monument Trust Monument, commencé par le sculpteur autrichien Anton Hanak et achevé par Thorak en 1935.

## Œuvres

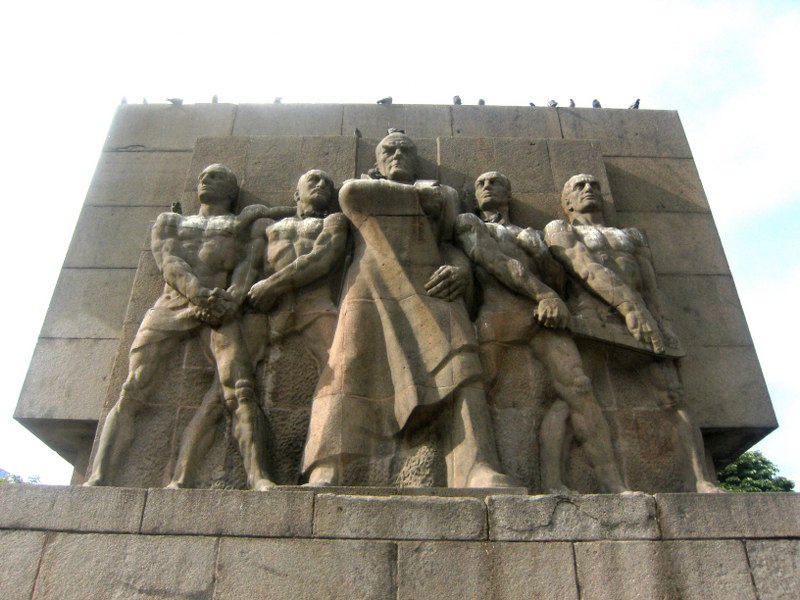
L'arrière du Trust Monument, (1935) Ankara (Turquie)

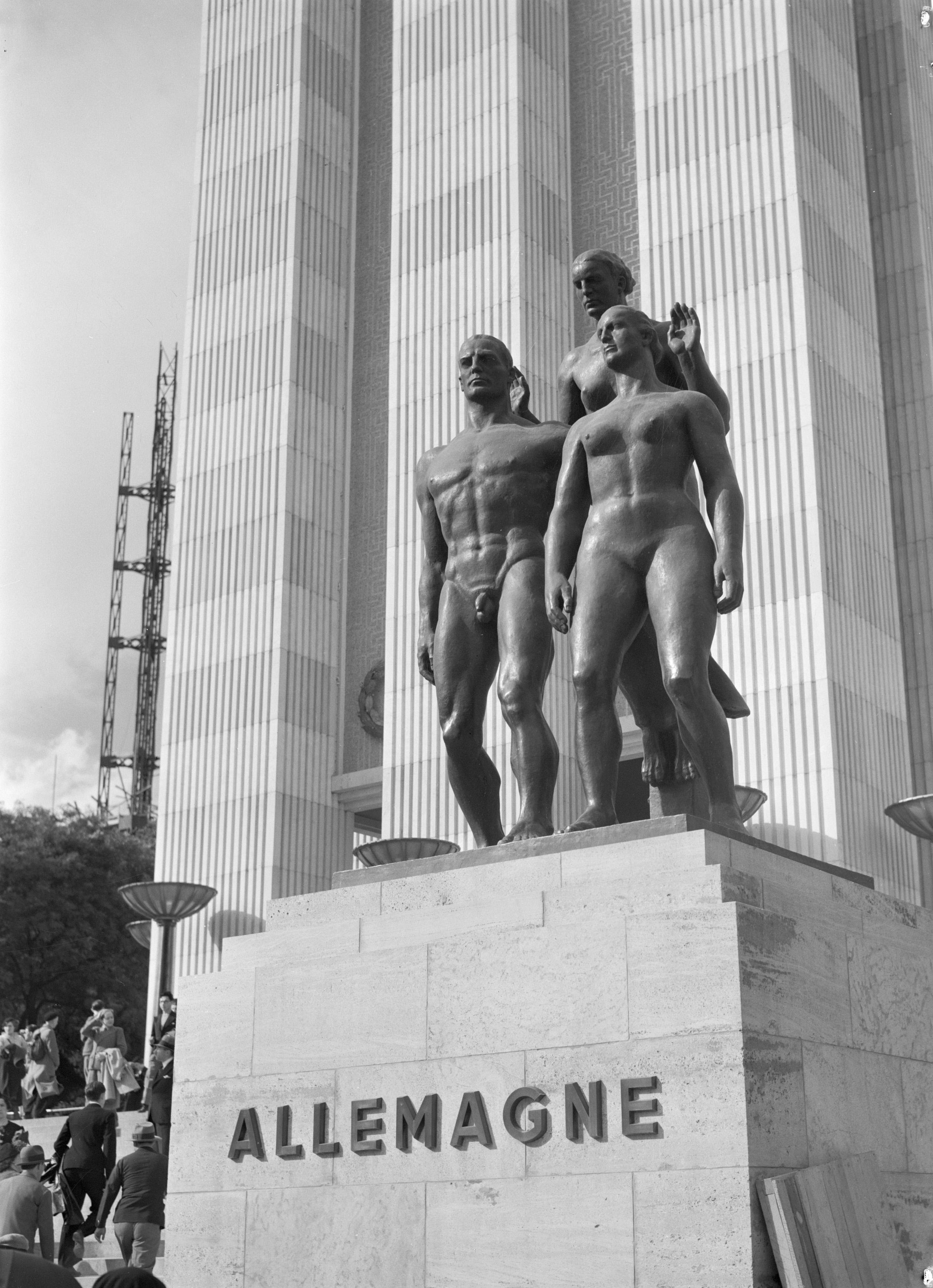
Pavillon de l'Allemagne à l'Exposition universelle de Paris en 1937.

- Le Trust Monument (Güvenpark Anıtı) à Ankara, Turquie, Mustafa Kemal Atatürk est représenté à l'arrière du monument, entouré d'ouvriers, d'artisans, d'agriculteurs et d'artistes (hauteur de 8 mètres).

La création du monument a été lancée par Anton Hanak en 1934 et après sa mort, l'arrière du monument a été achevé en 1935 par son ancien élève Josef Thorak.
- Arbeit
- Monument à l'indépendance de Dantzig
- Heim
- Les sculptures du pavillon nazi de l'Exposition universelle de 1937 à Paris en compagnie d'Albert Speer : La Famille et La Camaraderie.
- Schreitenden Pferde, deux sculptures de chevaux pour la nouvelle chancellerie du Reich à Berlin[2],[3].

Les chevaux de Thorak  ont été perdus depuis 1945 et n'ont été retrouvés qu'en 1989 sur le terrain de sport de la caserne de l'Armée rouge à Eberswalde (RDA). De là, ils ont disparu peu de temps après leur découverte et ne sont réapparus que le 20 mai 2015 au cours d'un raid des enquêteurs fédéraux chez un entrepreneur et collectionneur d'Art du Troisième Reich à Bad Dürkheim (Rhénanie-Palatinat). 
Lors des négociations pour le règlement du différend juridique concernant la propriété des sculptures, la République fédérale d'Allemagne et le détenteur des sculptures sont convenus le 26 juillet 2021 que ce dernier cède la propriété des deux sculptures en bronze à la République fédérale d'Allemagne. Les parties sont convenues de la suspension de la procédure juridique engagée devant le tribunal régional de Frankenthal,,. 
- Schreitendes Pferd (1938), le troisième cheval de Thorak, Ising à Chieming, Bavière

Le troisième cheval de Thorak en bronze est exposé dans la cour du lycée public du château de Landschulheim Ising (de) à Chieming en Bavière. C’est le cheval original qui a été exposé à la grande exposition d'art allemand (Grosse Deutsche Kunstausstellung) à Munich, en 1939. 

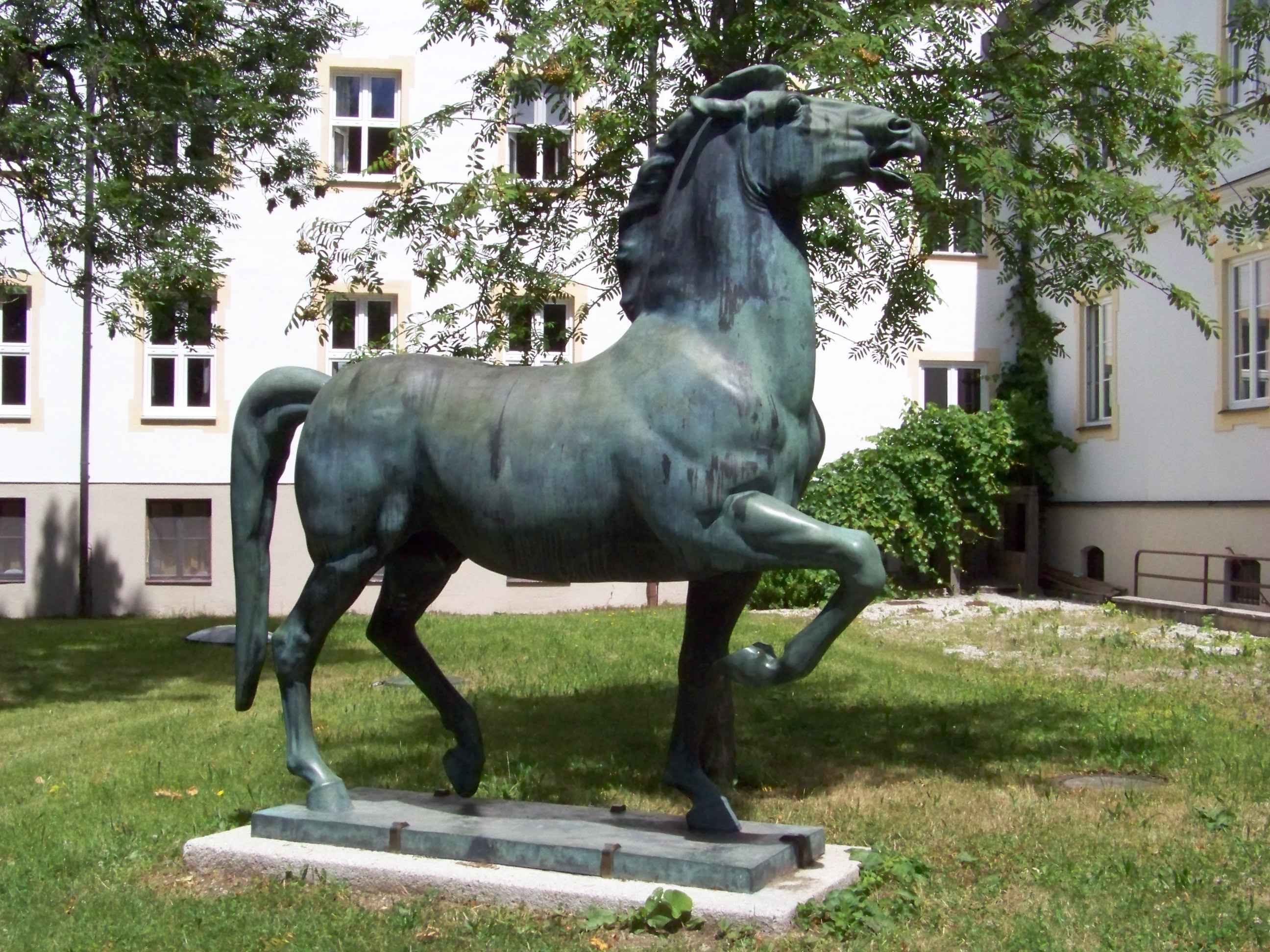
Schreitendes Pferd (1938), Ising à Chieming (Bavière).

Après l’exposition, la sculpture resta en possession de Josef Thorak. En 1961, sa veuve a utilisé la sculpture pour payer les frais d'internat de son fils au lycée, où le cheval est exposé depuis cette date. Malgré quelques controverses quant au démontage de cette sculpture, il a été décidé que celle-ci resterait au lycée pour toujours.
- Buste d'Adolf Hitler (1942), Musée National (en) à Gdańsk (Pologne), buste en marbre exhumé lors de travaux dans le musée en 2015[6]. Selon l'inscription sur le buste, il a été créé par Thorak en 1942. Selon les experts, il s'agit probablement de celui qui a été montré lors de l'exposition à Salzbourg en 1944 « Les artistes allemands et les SS ».

Le conservateur du musée polonais a déclaré que l'œuvre doit d'abord être nettoyée puis entrée dans les fonds du musée. Elle n'y sera pas exposée. Les employés du Musée national voient le Musée de la Seconde Guerre mondiale, qui est en cours de construction à Gdańsk, comme un endroit approprié.

## Thorak et le national-socialisme
Au sujet du national-socialisme, Josef Thorak est avant tout considéré comme un carriériste car il a rejoint le NSDAP pour obtenir les faveurs d'Adolf Hitler, d'Albert Speer et de Martin Bormann. Il a divorcé de son épouse juive Hilda (née Lubovski) après l'arrivée des nazis au pouvoir en 1933. 
Les nombreuses commandes partisanes et privées font prospérer Thorak, ce qu'il démontre en 1938 avec l'acquisition du château Hartmannsberg (de) au Chiemgau (Bavière). En 1943, il a acheté le château aryanisé de Prielau (de) au Pinzgau (Autriche), château qui avait été confisqué par l'administration régionale de Salzbourg à la famille de l'écrivain autrichien Hugo von Hofmannsthal.
Il a offert en remerciements à Salzbourg, sa ville natale, les deux sculptures de Copernic et de Paracelse. Pour le château de Prielau, il fit apporter par le voleur d'art Kajetan Mühlmann des portes et des sculptures gothiques de France et des Pays-Bas. 
L'une des périodes les plus noires de sa vie a été sa fonction de conseiller artistique de la Manufacture de porcelaine d'Allach appartenant à la SS et dépendante du camp de concentration de Dachau, où il a personnellement inspecté les détenus à leur travail dans l'usine. Jusqu'au bout, il a été convaincu de la victoire finale de l'Allemagne hitlérienne.
En 1944, il a participé, avec vingt autres artistes, à une exposition d'art à Salzbourg, où il a présenté le buste en marbre d'Hitler (retrouvé en Pologne en 2015). 
Après la fin de la Seconde Guerre mondiale, Thorak a été inculpé en 1948 par la Chambre arbitrale (de) de Munich pour sa proximité avec le régime national-socialiste. Il a été accusé en particulier d'avoir répandu l'idéologie du régime dans ses œuvres et d'avoir bénéficié grandement de la faveur du pouvoir en place. Il a cependant été acquitté dans les deux cas et le jugement a été confirmé dans deux procédures d'appel en 1949 et en 1951. 
Après un modeste nouveau départ dans le domaine de la céramique décorative, Thorak s'est tourné vers les sculptures religieuses. Dès 1950, une exposition lui est consacrée dans le jardin du palais Mirabell à Salzbourg, où sont présentées de grandes sculptures de l'époque nazie (source Deutsche Biographie).

## Postérité
- La cinéaste allemande Leni Riefenstahl a produit le film documentaire Josef Thorak, Werkstatt und Werk, réalisé par Hans Cürlis et Arnold Fanck et qui sortit en 1943.

- Une rue à Salzbourg, dans le quartier résidentiel d'Aigen (en) porte son nom, la Josef-Thorak-Straße[9]. Cependant, la peintre germano-autrichienne Konstanze Sailer (de) a proposé le 1er février 2016 que cette rue soit rebaptisée en l'honneur de la peintre autrichienne Helene von Taussig, victime de la dictature nazie le 21 avril 1942 dans le ghetto d'Izbica en Pologne.